# The Vicious Brothers
The Vicious Brothers è il nome di un duo di registi canadesi nati nel 1987, Colin Minihan e Stuart Ortiz.

## Biografia
Minihan e Ortiz si sono incontrati su un sito web di cinema, nel 1999. L'amore di entrambi per horror e sci-fi fa sì che si crei il loro duo. Insieme hanno scritto quattro sceneggiature di lungometraggi e hanno collaborato a decine di progetti multimediali.
Il loro primo film è stato ESP - Fenomeni paranormali (Grave Encounters) un falso documentario realizzato verso l'inizio dell'anno 2011 e uscito in Italia il 1º giugno 2011. Il film è stato nominato al Sitges Film Festival ed al Tribeca Film Festival, ed ha vinto il premio come migliore regia al Bram Stoker International Film Festival.
Visto il successo ottenuto la coppia, l'anno successivo, ha deciso di girare un sequel, intitolato ESP² - Fenomeni paranormali, realizzato nel 2012 e nel 2014 hanno sceneggiato e montato il film Extraterrestrial, diretto singolarmente da Colin Minihan.

## Filmografia
- ESP - Fenomeni paranormali (Grave Encounters) (2011) – come registi, sceneggiatori e montatori
- ESP² - Fenomeni paranormali (Grave Encounters 2) (2012) – come sceneggiatori e montatori
- Extraterrestrial (2014) – come sceneggiatori e montatori